# Altenburg (Thüringen)
Altenburg is een stad in de Duitse deelstaat Thüringen. Het is de Kreisstadt van de Landkreis Altenburger Land. De stad telt 31.101 inwoners. De stad is bekend als de bakermat van het skaatspel. 

## Geschiedenis

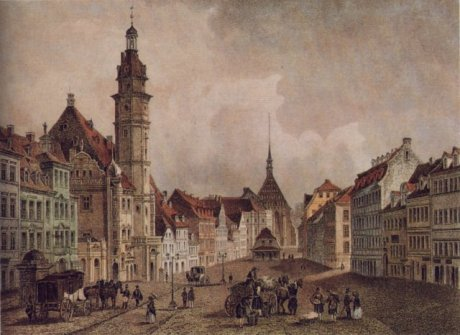
Altenburg rond 1850.

De stad werd in 976 voor het eerst vermeld door keizer Otto II en groeide later uit tot een verblijfplaats van de Hohenstaufen. Van 1603 tot 1672 en van 1826 tot 1920 was het de hoofdstad van Saksen-Altenburg.

## Gemeentekernen
De gemeente Altenburg bestaat uit de volgende plaatsen:
- Altenburg met Rasephas, Drescha, Kauerndorf, Poschwitz, Zschernitzsch en Steinwitz
- Ehrenberg met Lehnitzsch, Modelwitz, Stünzhain, Greipzig, Mockzig, Zschaiga, Prisselberg, Paditz en Zschechwitz.
- Kosma met Altendorf en Kürbitz.
- Zetzscha met Oberzetzscha, Unterzetzscha, Rautenberg en Knau.

## Bezienswaardigheden
Schloss Altenburg is een kasteel in Altenburg. Het was ooit de residentie van de hertog van Saksen-Altenburg. Het kasteel herbergt een speelkaartenmuseum en het Lindenau Museum.
- Het Lindenau Museum, met als voornaamste collectie Italiaanse schilderijen uit de periode van de Gotiek en de vroege renaissance (13e tot 15e eeuw). Deze collectie behoort tot de grootste buiten Italië. Tot de hoogtepunten van deze verzameling behoren werken van Filippo Lippi, Sandro Botticelli en Fra Angelico.

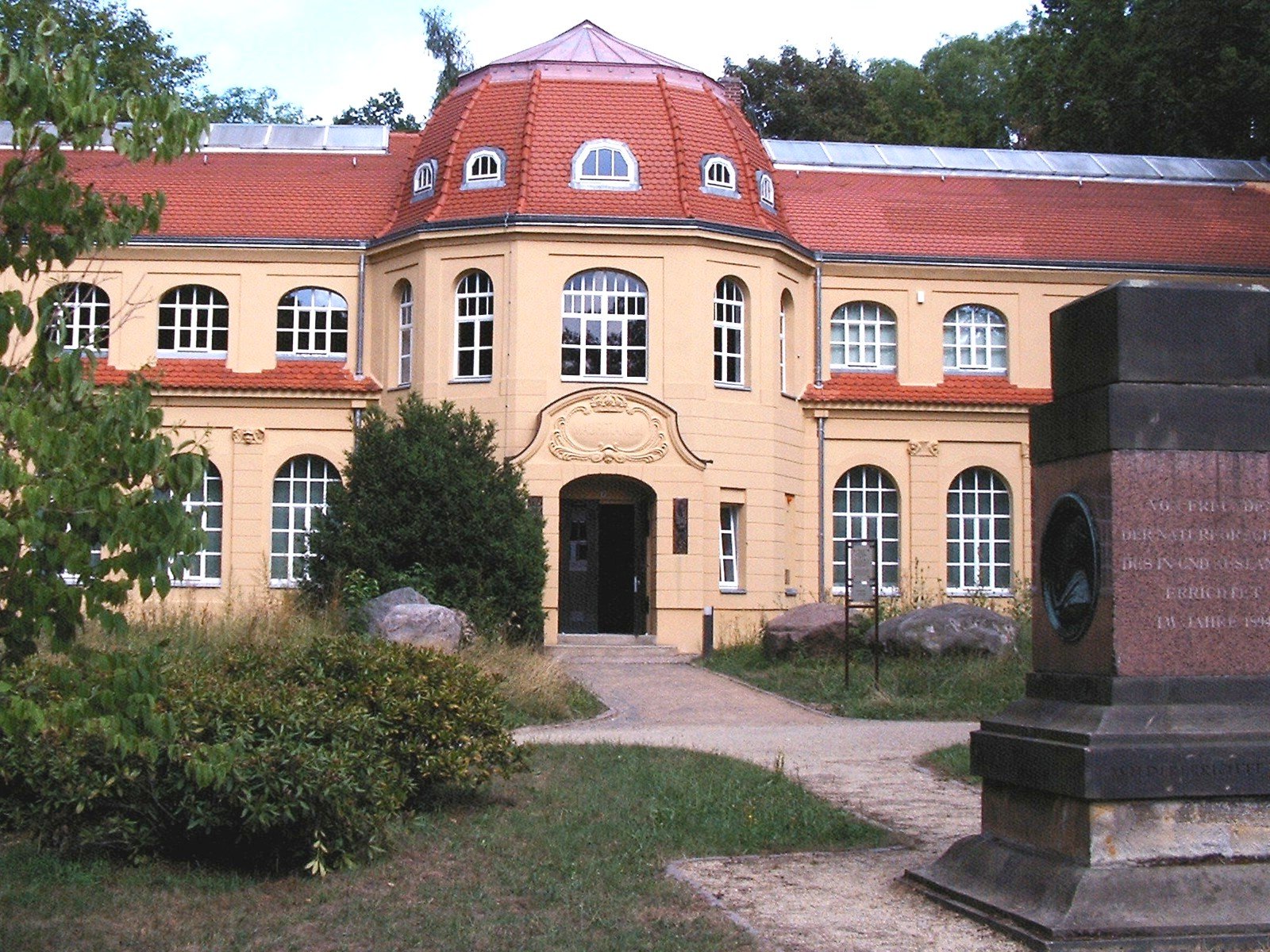
Mauritianum
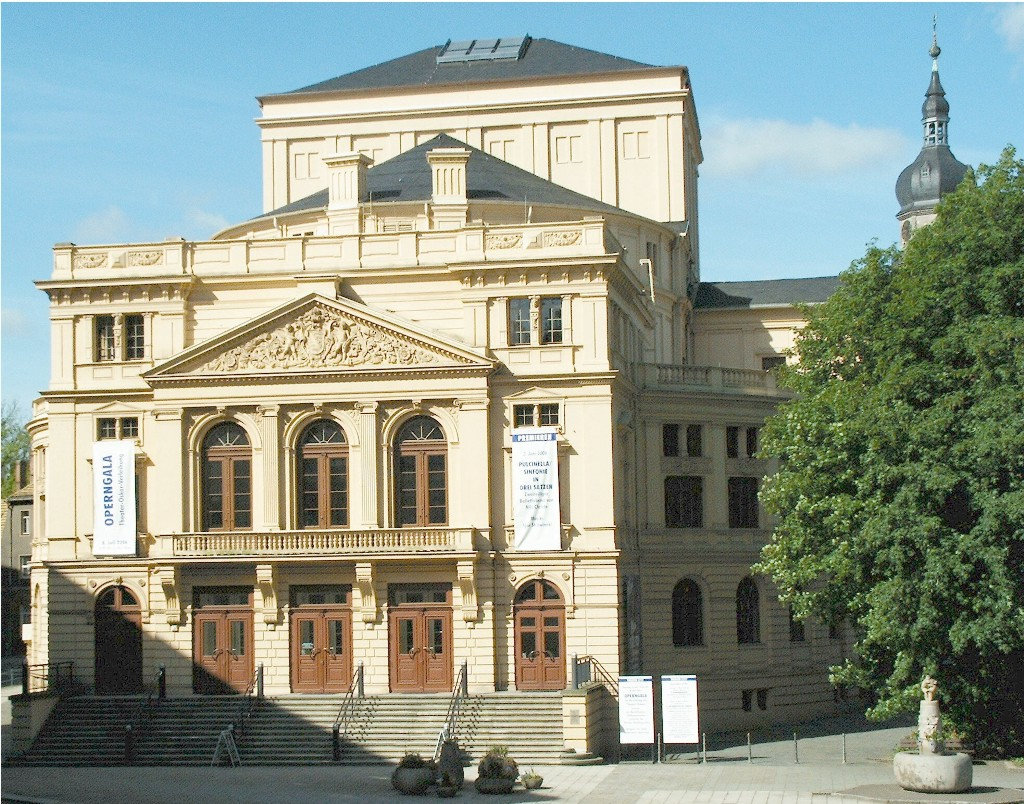
Theater
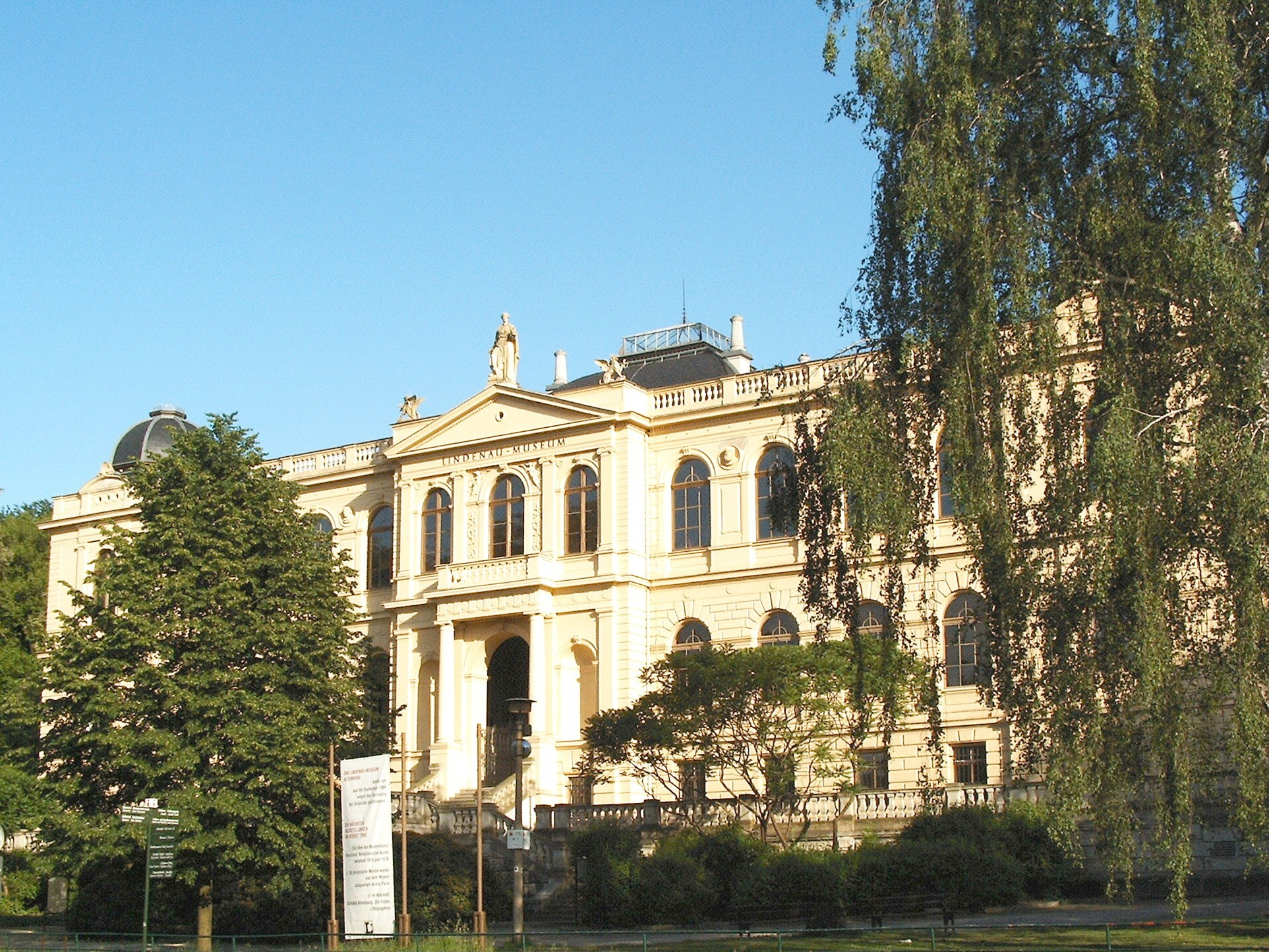
Lindenau Museum
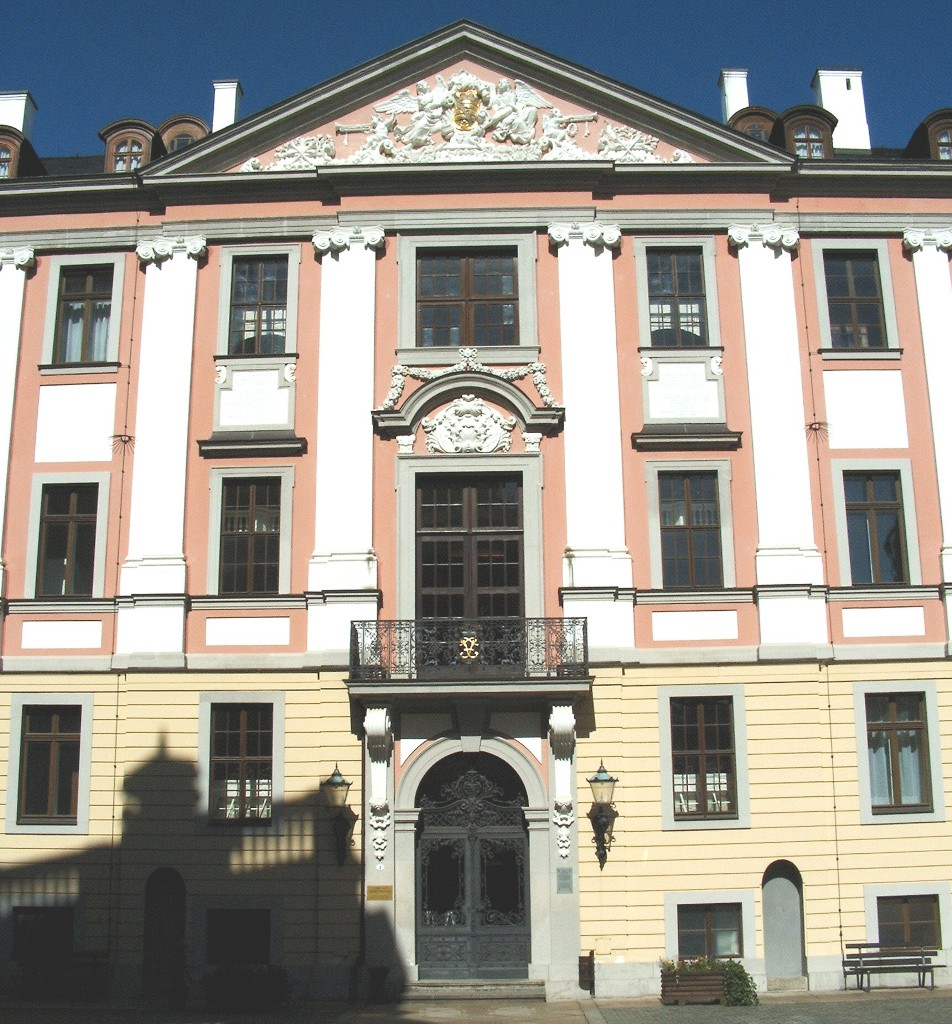
Schloss Altenburg
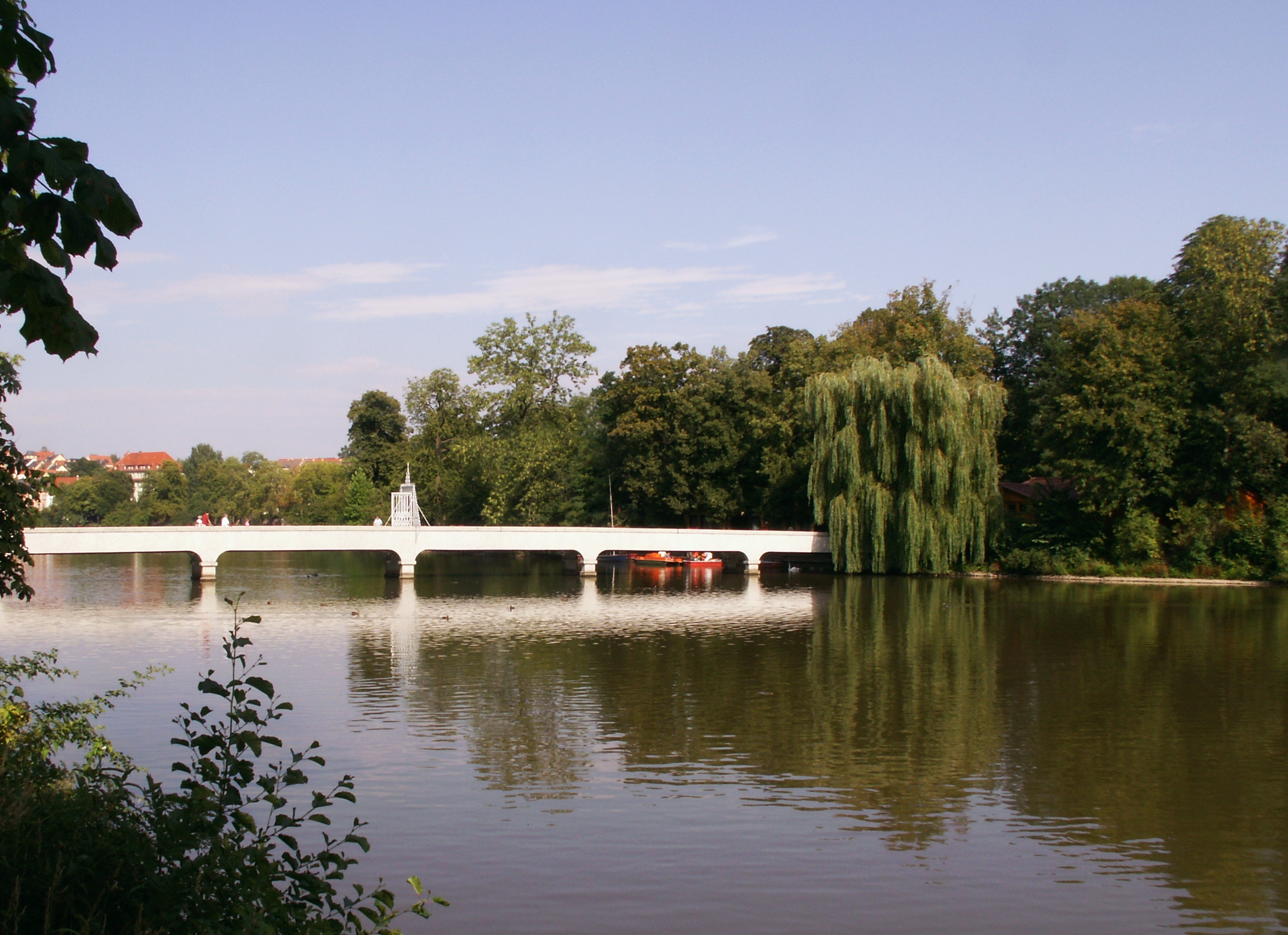
Brug naar het eiland met dierentuin

- Mauritianum
- Theater
- Lindenau Museum
- Schloss Altenburg
- Brug naar het eiland met dierentuin

## Economie en infrastructuur
Gumpert is een bedrijf, dat zich richt op het maken van supercars. Hun eerste productiemodel was de Apollo. Eigenaar en oprichter van Gumpert Sportwagenmanufaktur GmbH is Roland Gumpert, voormalig hoofd van Audi Sport.

### Verkeer
- Vliegveld Leipzig-Altenburg[2] ligt, reeds sinds 1913, in de gemeente Nobitz, 5 kilometer ten oost-zuidoosten van Altenburg en 42 km ten zuidoosten van Leipzig. Het veld heeft IATA-code AOC. De geografische coördinaten van het veld luiden: ♁50° 58′ 55″ noorderbreedte, 12° 30′ 23″ oosterlengte. Het veld ligt op een hoogte van 195 m (640 feet) boven de zeespiegel. De start-en-landingsbaan is geasfalteerd en 2.435 meter lang. Hier waren tot 2013 vluchten van Ryanair naar Londen Stansted mogelijk. Deze lijnvluchten bleken niet lonend. Op het vliegveld is daarna een vliegtuigmuseum, genaamd: Flugwelt Altenburg-Nobitz, in gebruik genomen. Er vinden geen lijnvluchten meer plaats. Grote, soms historische, vliegtuigen starten en landen er nog incidenteel, maar die vliegbewegingen staan met het luchtvaartmuseum in verband.
- Station Altenburg

## Geboren
- Christian Friedrich Witt (1660-1717), componist

## Partnersteden
- Offenburg (Duitsland)
- Olten (Zwitserland)
- Zlín (Tsjechië)